# All kinds of crayon
『all kinds of crayon』（オール カインズ オブ クレヨン）は、1997年10月22日にリリースされたhàlの2枚目のミニアルバム。CDコードはVICL-60125。

## 概要
- M-2「trampoline」はレスリーズのカバー曲である。
- M-8には、シークレットトラックとして「パステル・ブルー」の別バージョンば収録されている。

## 収録曲
1. Don't bring me down
  - 作詞：hàl／作曲：Jorgen Warmstrom／編曲：Jorgen Warnstrom、Henrik Sundqvist
2. trampoline
  - 作詞：hàl／作曲：レスリーズ／編曲：大橋伸行
3. パステル・ブルー (Tore Johannsson MIX)
  - 作詞：hàl／作曲：Ulf Turesson／編曲：free wheel
4. ring off
  - 作詞：hàl／作曲：Ulf Turesson／編曲：free wheel
5. empty room
  - 作詞：hàl／作曲：Ulf Turesson／編曲：free wheel
6. 望遠鏡の向こう側で
  - 作詞：hàl／作曲・編曲：関淳二郎
7. color as beginning
  - 作詞：hàl／作曲・編曲：大橋伸行
8. パステル・ブルー (free wheel MIX)
  - 作詞：hàl／作曲：Ulf Turesson／編曲：free wheel